# Le Cas Pucine
Capucine Duchamp, dite Le Cas Pucine, est une ventriloque et humoriste française née le 4 novembre 1998 au Chesnay-Rocquencourt.

## Biographie
Fille d'une clarinettiste et d’un flûtiste, Capucine apprend très tôt la musique et intègre le Conservatoire régional de Versailles à cinq ans ; elle y apprend le chant et la pratique de multiples instruments.
À douze ans, elle intègre le chœur d'enfants de l'Opéra de Paris. En parallèle, elle suit une formation de flûte traversière au conservatoire de Versailles. Elle intègre en 2017 l'Institut national supérieur des arts du spectacle (INSAS) à Bruxelles (classe d'interprétation dramatique). 
À quatorze ans, en se brossant les dents, elle découvre qu'elle est capable de parler sans bouger les lèvres. Rapidement elle s'initie seule à la ventriloquie en faisant parler toutes sortes de marionnettes.
Elle publie des vidéos, qui deviennent vite virales, sur plusieurs réseaux sociaux l'année où elle passe son baccalauréat.
En 2019, Le Cas Pucine participe à la saison 14 de La France a un incroyable talent, après trois ans de sollicitation de l'équipe de casting de l'émission. Le 10 décembre 2019, elle remporte l'émission. 
Elle est ensuite invitée sur plusieurs émissions comme Quotidien, Fort Boyard, Je t'aime, etc..

## Marionnettes
Capucine découvre Eliott dans un magasin de jouets. C'est un dragon sympathique, naïf et maladroit. Plus tard, grâce à une cagnotte en ligne, elle récolte des fonds pour la fabrication d'une marionnette professionnelle, réalisée par le marionnettiste Mehdi Garrigues.

## Spectacles
Capucine commence par les premières parties de spectacles d'humoristes tels Chantal Ladesou, Alex Lutz ou Anne Roumanoff. Plus tard, elle intègre la société de production Dark smile production.
En 2021, elle joue son spectacle Main mise en tournée dans toute la France. Ce spectacle a été écrit et mis en scène avec Eric Antoine et Jérémy Ferrari. La tournée s'est terminée le 25 janvier 2025 au Théâtre Le National à Montréal. 